# 石川郵便局
石川郵便局（いしかわゆうびんきょく）
- 福島県石川郡石川町にある郵便局。本記事にて記述する。
- 京都府与謝郡与謝野町にある郵便局。局番号は44139。
- 沖縄県うるま市にある郵便局。局番号は70031。
- 青森県弘前市にある郵便局。局番号は84113。

石川簡易郵便局（いしかわかんいゆうびんきょく）
- 長野県長野市にある簡易郵便局。局番号は11711。

石川郵便局（いしかわゆうびんきょく）は、福島県石川郡石川町にある郵便局。民営化前の分類では集配普通郵便局であった。

## 概要
住所：〒963-7899 福島県石川郡石川町南町14

## 沿革
- 1874年（明治7年） - 石川郵便取扱所として開設[1]。
- 1875年（明治8年）1月1日 - 石川郵便局（五等）となる。
- 1878年（明治11年）8月1日 - 為替取扱を開始。
- 1879年（明治12年）7月 - 貯金取扱を開始。
- 1897年（明治30年）3月1日 - 石川郵便電信局となる。
- 1903年（明治36年）4月1日 - 通信官署官制の施行に伴い石川郵便局となる。
- 1950年（昭和25年）10月1日 - 特定郵便局から普通郵便局に局種別改定[2]。
- 1950年（昭和25年）11月16日 - 電気通信業務を、新設の石川電報電話局に移管[3]。
- 1962年（昭和37年）11月1日 - 電話通話および和文電報受付業務を開始。
- 1995年（平成7年）6月1日 - 郵便番号を978から963-78に変更[4]。
- 2000年（平成12年）8月14日 - 外国通貨の両替および旅行小切手の売買に関する業務取扱を開始。
- 2007年（平成19年）10月1日 - 民営化に伴い、併設された郵便事業石川支店に一部業務を移管。
- 2012年（平成24年）10月1日 - 日本郵便株式会社発足に伴い、郵便事業石川支店を石川郵便局に統合。

## 取扱内容
- 郵便、印紙、ゆうパック、内容証明
- 貯金、為替、振替、振込、国際送金、国債、投資信託
- 生命保険、バイク自賠責保険、自動車保険
- ゆうちょ銀行ATM
- 石川郡石川町内の集配業務
- ゆうゆう窓口

## 周辺
- 石川町役場
- 学校法人石川高等学校・石川義塾中学校
- 福島県立石川高等学校
- 国道118号
- 北須川

## アクセス
- JR水郡線 磐城石川駅から徒歩約17分
- 福島交通バス 石川荒町停留所下車
- あぶくま高原道路 玉川ICから南東へ約8.5km
- 駐車場あり：6台